# Слама-Казаку, Татьяна
Татьяна Слама-Казаку (рум. Tatiana Slama-Cazacu; 25 января 1920, Бухарест — 5 апреля 2011) — румынский психолингвист, председатель Международной организации прикладной психолингвистики (ISAPL — International Society of Applied Psycholinguistics). Жена лингвиста Бориса Казаку.
Окончила Бухарестский университет с магистерскими дипломами по философии (1942) и филологии (1943, дипломная работа по драматургии Луиджи Пиранделло). В 1954—1968 гг. работала в Институте психологии АН Румынии, пройдя путь от младшего научного сотрудника до руководителя отдела общей психологии. В 1969 г. получила учёную степень доктора наук. В 1968—1980 гг. профессор Бухарестского университета. В 1959—1961 гг. секретарь редакции, затем до 1972 г. заместитель главного редактора журнала АН Румынии «Revista de Psihologie».
Автор статей по речевой теории коммуникации, а также обзорной статьи по общим проблемам прикладной лингвистики (эта статья переведена на русский язык в серии Новое в зарубежной лингвистике).

## Публикации

### Книги
- Limbaj si context (Editura Stiintifica, 1959).
- Dialogul la copii (Editura Academiei, 1961; Премия Академии наук Румынии).
- Psiholingvistica, o stiinta a comunicarii (Editura All, 1999).
- Stratageme comunicationale si manipularea (Polirom, 2000).
- Mesterii. Romanteatre (Polirom, 2001).
- 8 patimi. Nuvele «de sertar» (Polirom, 2002).

### Некоторые статьи
- Code levels, interdisciplinary approach and the object of psycholinguistics // Revue roumaine des sciences sociales. Serie de psychologie. 1970. N 14. P. 51—77.
- The concept of politeness and its formulas in the Romanian language // Fishman, Joshua A. etc.: The Fergusonian impact: vol. 2, Berlin — New York — Amsterdam: Mouton de Gruyter 1986 (Contributions to the sociology of language; 42), 35-58.
- Место прикладной лингвистики в системе наук: отношение ПЛ к «лингвистике» // Новое в заруб. лингвистике. — Вып. 12. — М.: Радуга. — С. 23-34.